# ستيف ثاير
ستيف ثاير (بالإنجليزية: Steve Thayer)‏ (23 مارس 1953، سانت بول في الولايات المتحدة)؛ روائي أمريكي.